# Le Roman inachevé
 (janvier 2010).
Si vous disposez d'ouvrages ou d'articles de référence ou si vous connaissez des sites web de qualité traitant du thème abordé ici, merci de compléter l'article en donnant les références utiles à sa vérifiabilité et en les liant à la section « Notes et références ».
Le Roman inachevé est une œuvre de Louis Aragon publiée chez Gallimard en 1956, avec pour sous-titre Poème. L'écrivain se penche sur sa vie passée dans un recueil qui prend la forme d'une autobiographie poétique, où il pèse le poids des rêves et des souffrances, des amours, des déceptions et des échecs.

## Le Roman inachevé
Le mot « roman » est à entendre ici au sens médiéval : « récit en vers français (en roman) et non en latin ; depuis le XIIe siècle, « roman » se dit d'un récit en vers contant des aventures ».
Aragon y parle de sa jeunesse (« Et lorsqu'on mourait à Vimy, Moi j'apprenais l'anatomie »), de ses engagements politiques, des évènements qui ont marqué la première moitié du XXe siècle et sa vie, de son amoureuse Elsa Triolet. Il évoque les années 1920-1925, les amitiés de la période surréaliste, les journées d'errance parisienne dans les cafés du Quartier Latin et de Saint-Germain-des-Prés, lorsqu'avec Paul Éluard et Benjamin Péret il se passionnait pour la recherche d'une langue poétique nouvelle. Il questionne également son adhésion au Parti communiste français, puisque la révélation des crimes staliniens en 1956 le plonge dans une véritable crise identitaire. Le poète éprouve la nécessité de se mettre en forme, de maîtriser sa vie dans l'espace du poème, d'exprimer ses contradictions pour ne plus en souffrir. Les vers sont une tentative pour unifier le moi qui a volé en éclats[réf. nécessaire].
« Il est probable qu'avec Le Roman inachevé la poésie d'Aragon de la période de l'après-guerre a atteint son sommet. »
L'auteur-compositeur-interprète et poète Léo Ferré met en musique huit poésies de ce recueil en 1959, avec la bénédiction d'Aragon, et les fait figurer dans son album Les Chansons d'Aragon paru en 1961. Parmi elles figure Strophes pour se souvenir, devenu célèbre sous le titre L'Affiche rouge, dédié aux vingt-trois résistants du groupe Manouchian fusillés par les Allemands le 21 février 1944. Figure également la chanson Tu n'en reviendras pas.
Jean Ferrat adapte quant à lui en chanson le poème Prose du bonheur et d'Elsa en 1964, sous le titre Que serais-je sans toi.

## La versification
Le Roman inachevé présente une grande diversité au niveau de la métrique, des strophes et des rimes. Il s'écarte des formes traditionnelles de la poésie, notamment par l'utilisation du quintil qui se distingue par son caractère inachevé, ou par les vers de seize syllabes qui sonnent comme de la poésie étrangère et se rapprochent de la prose. En outre, le recueil compte trois textes en prose qui instaurent une rupture formelle en manifestant la panique et la difficulté d'exprimer des sentiments excessifs.

## Structure du recueil
La structure du Roman inachevé traduit à la fois « une invention de soi-même et un égarement », de telle sorte que l'on peut parler d'un véritable « combat entre unité et dispersion ».
Le recueil se découpe en trois parties clairement délimitées. Chaque partie s'ouvre avec un poème en italique, sorte de prologue au passé composé s'interrogeant sur son existence et renouvelant le pacte autobiographique.
Les titres de parties annoncent le thème et se répondent entre eux. Les poèmes, eux, ne possèdent pas de titres.
Le texte suit une évolution chronologique mais cette linéarité est syncopée. Le recueil est construit en « chambre d'échos ». Sa conception correspond au désir du poète de trouver une cohérence à sa vie tout en montrant son caractère hétérogène.